# Enna nesiotes
Enna nesiotes là một loài nhện trong họ Trechaleidae.
Loài này thuộc chi Enna. Enna nesiotes được Ralph Vary Chamberlin miêu tả năm 1925.